# Paul Albert Zipfel

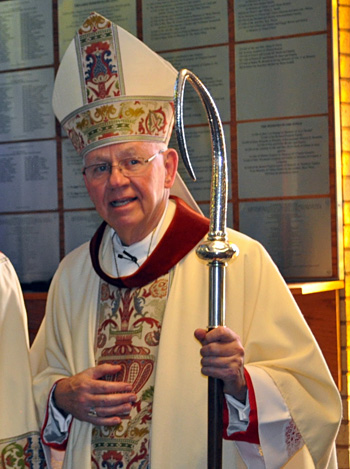
Paul Albert Zipfel, 2010

Paul Albert Zipfel (* 22. September 1935 in St. Louis, Missouri, USA; † 14. Juli 2019 in Normandy, Missouri) war ein US-amerikanischer Geistlicher und römisch-katholischer Bischof von Bismarck, North Dakota.

## Leben
Paul Albert Zipfel studierte Philosophie und Theologie am Kenrick Seminar (1955–1957) sowie der Katholischen Universität von Amerika (1957–1961) und empfing am 18. März 1961 die Priesterweihe für das Erzbistum Saint Louis. An der Saint Louis University absolvierte er ein Masterstudium in Erziehungswissenschaft. Von 1961 bis 1989 war er in der Seelsorge im Erzbistum Saint Louis tätig. 
Papst Johannes Paul II. ernannte ihn am 16. Mai 1989 zum Titularbischof von Walla Walla und zum Weihbischof in St. Louis. Die Bischofsweihe spendete ihm der Erzbischof von St. Louis, John Lawrence May, am 29. Juni desselben Jahres; Mitkonsekratoren waren die Weihbischöfe Edward Joseph O’Donnell und James Terry Steib SVD aus St. Louis.
Am 31. Dezember 1996 wurde er zum Bischof von Bismarck ernannt und am 20. Februar 1997 in das Amt eingeführt. Papst Benedikt XVI. nahm am 19. Oktober 2011 das von Paul Albert Zipfel aus Altersgründen vorgebrachte Rücktrittsgesuch an.